# Роганы
Рога́н (фр. Rohan) — один из трёх наиболее значительных баронских и герцогских родов Бретани. Своё название берёт от городка Роан в нынешнем департаменте Морбиан. При старом режиме главы трёх ветвей рода носили следующие герцогские титулы — герцог де Монбазон (ветвь Гемене, с 1588 года), герцог де Роган (ветви Жиэ и Шабо, с 1603 года) и герцог де Роган-Роган (ветвь Субиз, с 1714 года).
По своему значению во французской истории из баронских родов с Роганами могут соперничать разве что Монморанси. Неслучайно обе фамилии упоминаются рядом на первой странице «Войны и мира». О гордости Роганов ходили легенды. Средневековым баронам де Роган приписывался девиз «Королём быть не могу, до герцога не снисхожу, я — Роган» (фр. Roy ne puys, Duc ne daygne, Rohan suys).
После присоединения Бретани к Франции в начале XVI века Роганы выдвинулись на службе Валуа и Бурбонов. Они были не удовлетворены статусом пэров Франции и притязали на ранг иностранных принцев, что ставило их на один уровень с такими фамилиями, как Ла Тур д’Оверни и Круа. Для этого стремились вывести происхождение по мужской линии от древнейших королей и герцогов Бретани.
Линия Роган-Субиз (фр. Rohan-Soubise) прекратилась в 1787 году, а линия Роган-Жиэ (фр. Rohan-Gié) — в 1638 году. До настоящего времени продолжается только линия Роган-Гемене (фр. Rohan-Guéméné), перебравшаяся после Французской революции в Австрию, а после Второй мировой войны — в США.

## Средние века

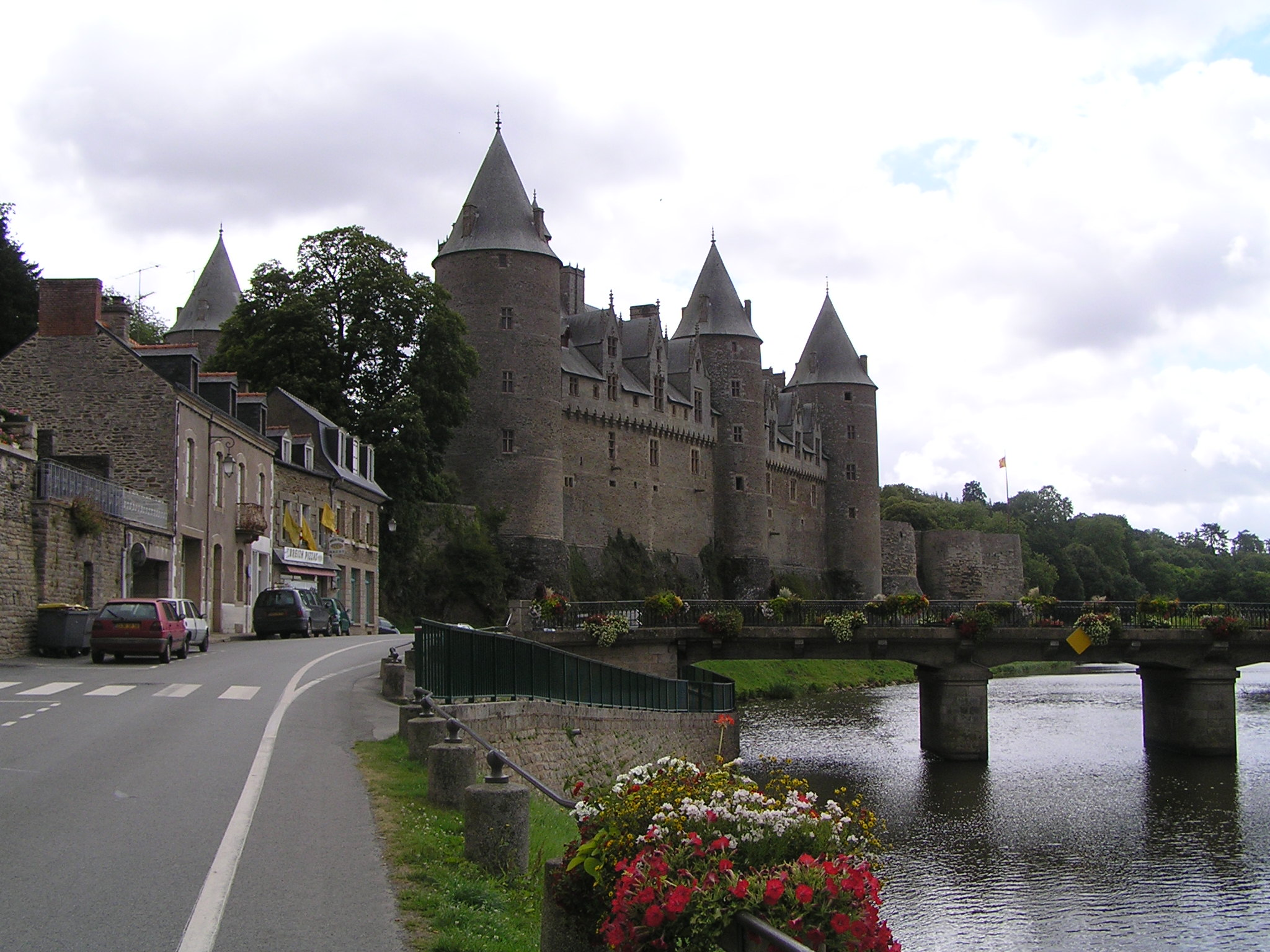
Во время войны Бурбонов с Роганами, описанной в «Трёх мушкетёрах», кардинал Ришельё приказал разрушить их замок Жослен. По стечению обстоятельств, приказ не был до конца исполнен.

История Роганов насчитывает много веков. Бенедиктинец Морис де Бобуа в XVII веке производил их от Конана Мериадека — легендарного короля Арморики при императоре Феодосии. Первым титул виконта де Роган принял Ален I, упоминаемый хронистами под 1128 годом. Он, вероятно, происходил из франкского рода, чьим родоначальником был Гюетнош де Пороэт. Его потомки, как правило, носили фамильное имя Ален с прибавлением порядкового номера.
Помимо Роана, владения первых Роганов включали графство Пороэт и замок Жослен, который бароны избрали своей главной резиденцией. Кроме того, в руки Роганов периодически попадало виконтство Леон (самая западная оконечность Бретани). В 1148—1154 годах Эд II де Пороэт правил Бретанью как герцог-регент при своём зяте и воспитаннике, Конане IV.
В течение XV века значение Роганов в жизни Бретонского герцогства неуклонно росло, отчасти по той причине, что они были избавлены от стародавнего соперничества с баронами Лавалями (чьи титулы и владения перешли к Монморанси) и Клиссонами (этот род угас). Ален IX (ум. 1462), будучи зятем бретонского герцога Жана Храброго, отстроил Жосленский замок, который с тех пор не уступал по размерам замку бретонских герцогов в Нанте.
Ален IX смог повысить престиж рода и за счёт удачных браков. Своего внука он женил на дочери бретонского герцога Франциска, дочерей же выдал за графа Ангулемского (их внук взошёл на французский престол под именем Франциска I) и за Жана д’Альбре (их внук правил Наваррой). Эти брачные союзы положили начало близости Роганов с Наваррским и Ангулемским владетельными домами. Последний из представителей основной линии Роганов — внук Алена IX, виконт Жак де Роган — умер в 1527 году бездетным.

## Роган-Жье

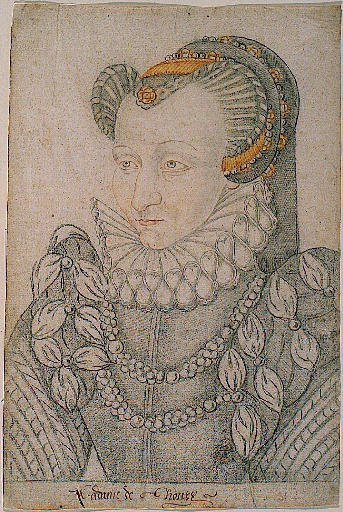
Стены Шамборского замка Франциска I украшает герб его возлюбленной — графини де Тури, жившей с мужем неподалёку.

Линия Роган-Жье (фр. Rohan-Gié), отделившаяся от линии Гемене, была основана двоюродным племянником Алена IX — Пьером де Роган-Жие (1453—1513). Как маршал Франции и воспитатель Франциска I он играл значительную роль при короле Людовике XII. Неоценимо было его участие в организации брака короля с Анной Бретонской, которая вовсе не была склонна к такому союзу, означавшему присоединение Бретани к Франции. Благодаря усилиям Рогана брак состоялся, но королева отомстила в 1504 году, выдвинув против него обвинение в оскорблении величества, по которому маршал Роган был пожизненно заточён в замке Дрё.
Смертной казни он избежал благодаря влиянию и связям своего сына Франсуа, в 1501—1536 годах архиепископа Лионского. Свою роль в опале Рогана сыграла и его борьба с Лотарингским домом за наследие герцога Немурского. За год до опалы он женился на дочери герцога, а её сестра сочеталась браком с его сыном Шарлем де Роганом, который по этому случаю принял титул графа де Гиза. Впоследствии он выменял у лотарингцев на Гиз город Орбек в Нормандии (см. подробнее сеньоры, графы и герцоги де Гиз).
От брака с дочерью неаполитанского принца Сансеверино Шарль де Роган имел двух дочерей, Клод де Тури и Жаклин де Ротлен. Первая осталась в истории как метресса Франциска I, который ради неё, как считается, задумал расширение Шамбора, вторая — как супруга герцога де Лонгвиля, на протяжении нескольких десятилетий самовластно управлявшая Невшательским княжеством в Швейцарии. Их брат Франсуа де Роган от брака с наследницей графства Рошфор не имел отпрысков мужского пола; после его смерти виконтский и графский титулы перешли к племяннику — Рене I, который пал в 1552 году под Мецем.
Рене де Роган-Жье был женат на Изабелле д’Альбре, сестре наваррского короля Генриха д'Альбре (1503-55), деда Генриха IV Наваррского, короля Франции, благодаря чему эта ветвь приблизилась к трону Наварры и перешла в кальвинизм. Более того, в случае смерти Генриха Наваррского до рождения в 1601 году Людовика XIII наваррская корона перешла бы к одному из Роганов как к ближайшему родственнику. В силу этого потомки Рене I носили в Наваррском королевстве титул «первых принцев крови», а после перехода Генриха Наваррского в католичество стали рассматриваться и как лидеры местных гугенотов. История любви дочери Рене и Изабеллы, Франсуазы де Роган, к герцогу Немурскому легла в основу одного из первых романов современного типа, «Принцессы Клевской» мадам де Лафайет (1678).

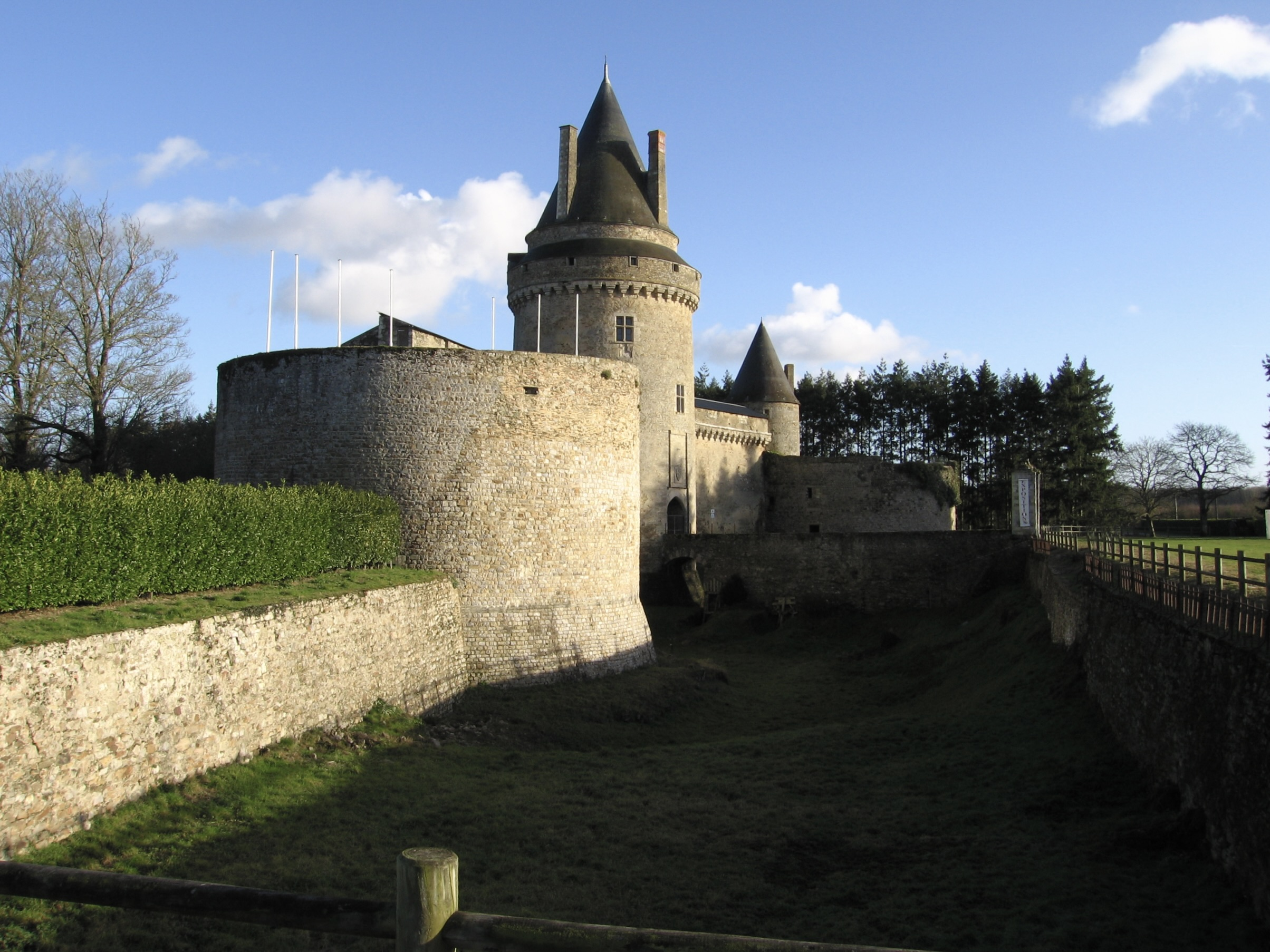
Полуразрушенный замок Блен — резиденция первого герцога Рогана.

Последними представителями этой ветви Роганов были младший сын Рене I, Рене II де Роган (1550—1586), его супруга Екатерина де Партене (известная поэтесса) и их сыновья Анри де Роган и Бенжамен де Роган. Их резиденцией служил замок Блен в долине Луары. Взойдя на французский престол, Генрих IV пожаловал всех родственников герцогскими титулами: Анри стал герцогом Роганом, Бенжамен — герцогом Фронтане, а их тётка Франсуаза — герцогиней Луден (последние два титула официально не зарегистрированы). Сестра же Анри была выдана замуж за Виттельсбаха, пфальцграфа Цвайбрюккенского.
Анри де Роган, названный в честь Генриха Наваррского, с юных лет рассматривался как вождь гугенотов. Первую молодость он провёл в Англии при дворе Елизаветы I, был крёстным отцом Карла Стюарта, по возвращении на родину взял в жёны дочь могущественного Сюлли, отличился на полях сражений, успешно осаждал Юлих (1610). После смерти Генриха вместе с братом (учеником Морица Оранского) восстал против парижского двора (см. осада Ла-Рошели). Вслед за подавлением восстания младший Роган бежал в Англию, а старший — в Венецию, где строил планы воцарения на Кипре. Он оставил по себе мемуары.

### Роган-Шабо

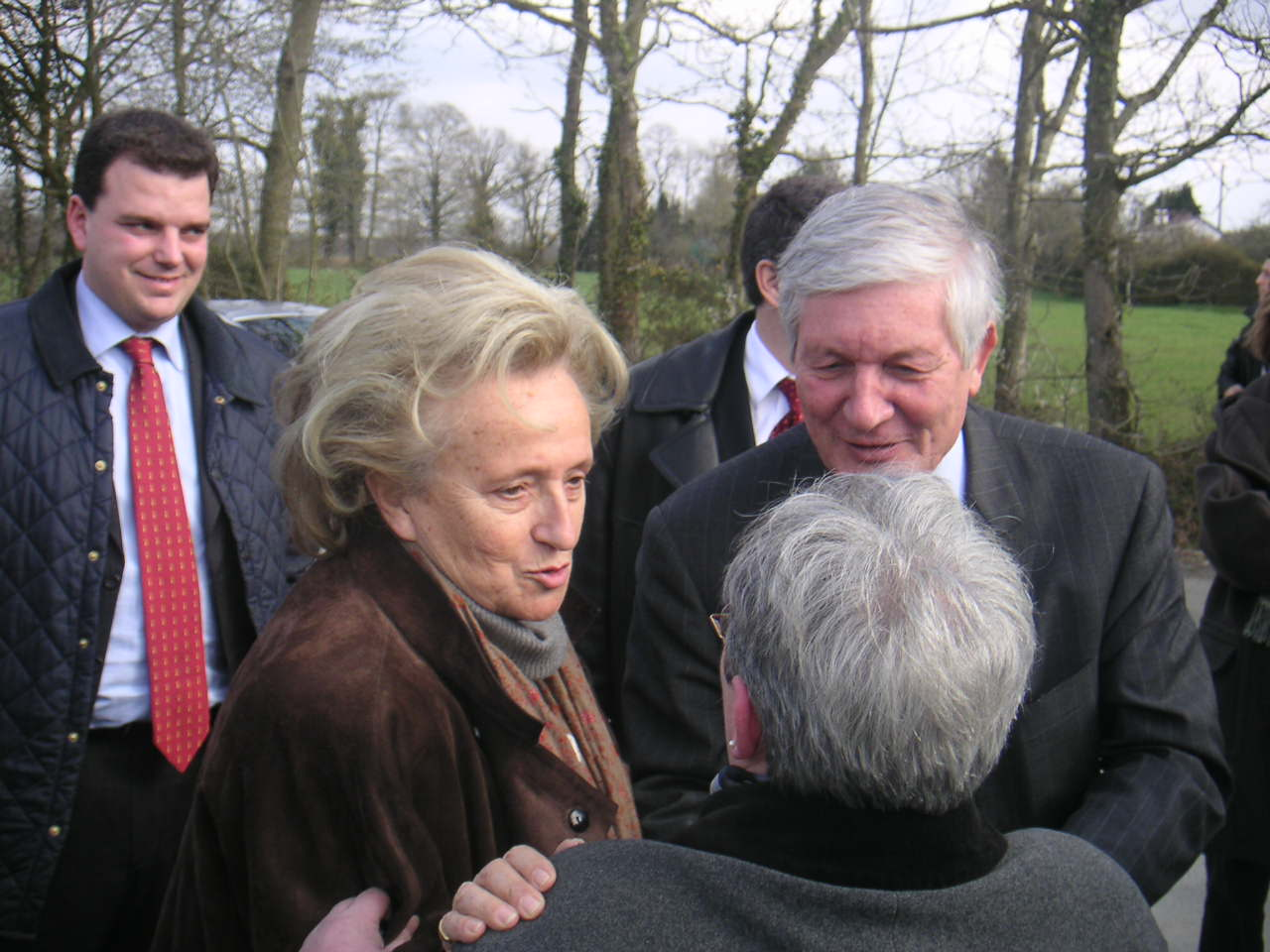
Первая леди Франции, Бернардетта Ширак, с герцогом Роганом (2005 год).

Единственная дочь Анри де Рогана-Жье, принцесса Маргарита, после его гибели в одной из битв Тридцатилетней войны оказалась наследницей огромных родовых поместий (графства Порэ и Лорж, маркизаты Блен и Лагарнаш, княжества Леон и Субиз). Вразрез со сложившейся практикой, она отказалась вступить в брак с представителем другой ветви рода (ибо они не поддержали отца в конфликте с королём), а принесла их в приданое своему избраннику Анри де Шабо — скромному дворянину из Пуату.
С тех пор титул герцога Рогана носили их потомки, с дозволения короля принявшие фамилию Роган-Шабо (Rohan-Chabot). Представители ветви Гемене не могли смириться с потерей титула и до 1704 года пытались отсудить его у «псевдо-Роганов» из дома Шабо. Когда дело было проиграно, король компенсировал их предоставлением титула герцога Роган-Рогана. Представители дома Шабо не играли первых ролей при старом режиме. Разве что внук Анри де Шабо, Ги Огюст, прославился ссорой с Вольтером, которая привела к заточению последнего в Бастилии.
Основными резиденциями герцогов Роганов служат средневековый замок Жослен в Бретани и нормандская усадьба Ларошгийон (Château de La Roche-Guyon), которую они унаследовали в 1792 году от герцога Ларошгийона из рода Ларошфуко. Они традиционно принимают активное участие в политической жизни республиканской Франции, один из них умер в 1875 году посланником в Лондоне, а нынешний герцог до 2008 года возглавлял в сенате Союз за народное движение.

## Роган-Гемене

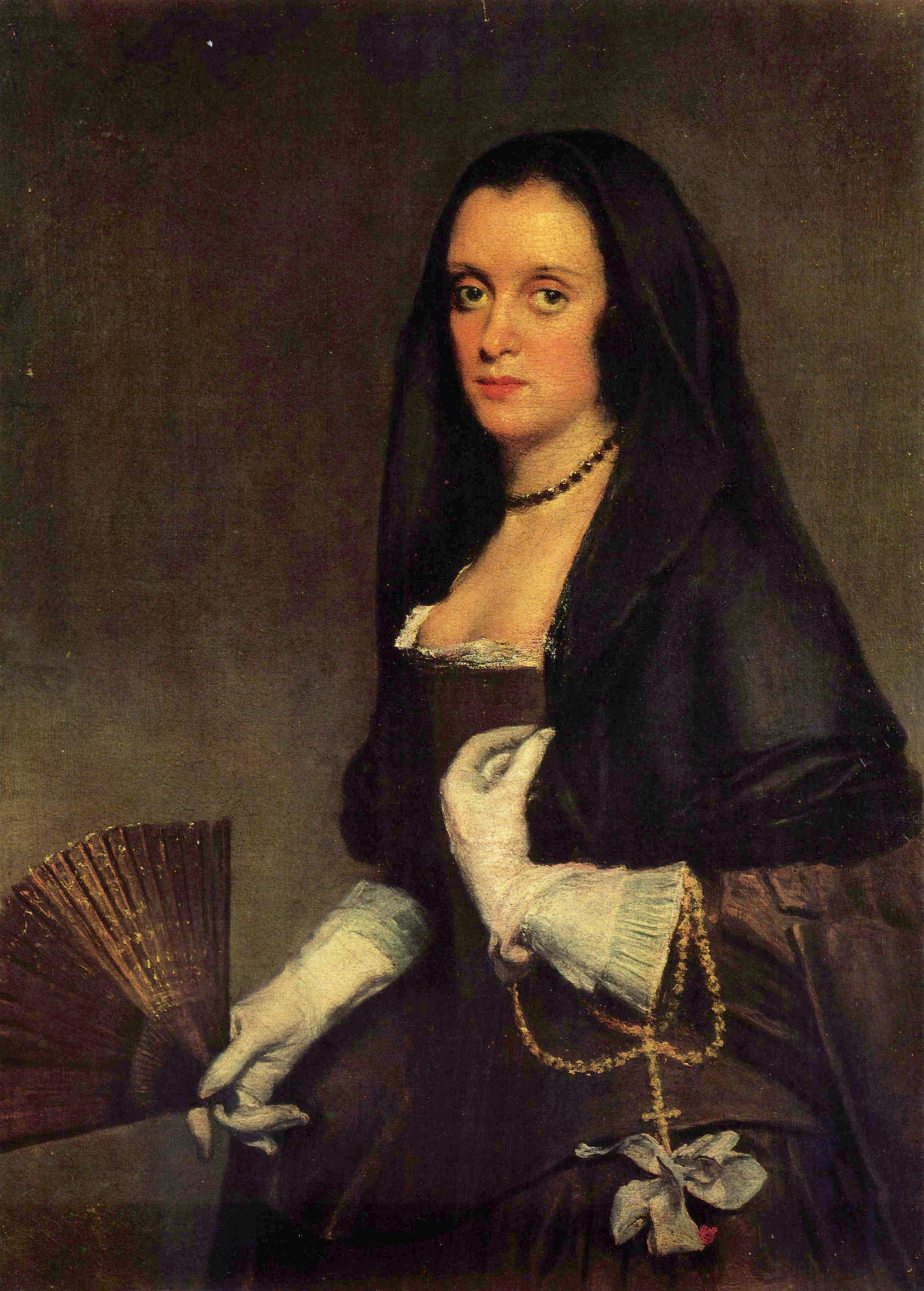
«Дама с веером» кисти Веласкеса — предполагаемый портрет знаменитой интриганки Марии де Роган-Монбазон.

Линия Роган-Гемене (фр. Rohan-Guéméné), генеалогически старшая в роде, ведёт своё происхождение от второго брака барона Жана де Рогана (деда Алена IX) с сестрой наваррского короля Карла Злого. Бароны Гемене, носившие фамильное имя Людовик с прибавлением порядкового номера, придавали происхождению от наваррских королей дома Эврё такое значение, что добавили к своему гербу геральдические символы графства Эврё и Наварры. Их владения заключали в себе сеньории Гемене и Ланво; позднее они также приобрели Монбазон (местечко в Турени). Роганы из Гемене были близки с Лавалями из рода Монморанси; эта близость была скреплена многочисленными брачными союзами.
Значение этой линии рода увеличилось после того, как Людовик IV де Роган-Гемене женился в 1511 году на наследнице Алена IX — Марии Роганской, а после смерти её брата стал старшим в доме Роганов. Благодаря участию в борьбе Генриха III против католической лиги его потомки стали сначала графами, а с 1588 и герцогами де Монбазон.
Герцог Эркюль де Монбазон (1568—1654), губернатор Пикардии и Парижа, был ранен при нападении Равальяка на короля Генриха IV, с которым находился в одной карете. Его дочерью была известная своим умом, красотой и политическим влиянием герцогиня Шеврёз.

### Роган-Субиз

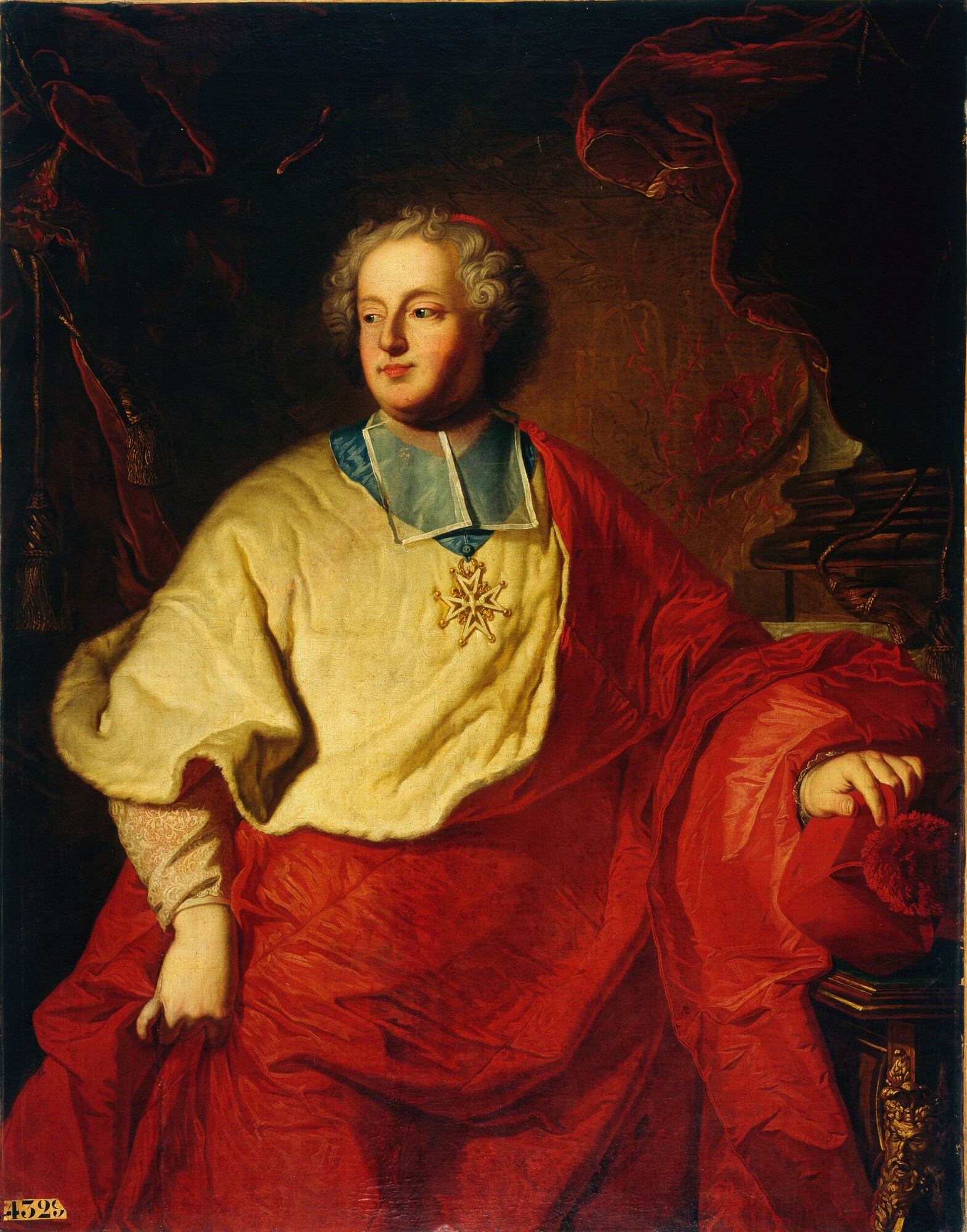
Кардинал Роган (по слухам, сын Людовика XIV) на портрете кисти Риго.

После Эркюля де Рогана дом Роган-Гемене распался на две ветви — Монбазонов и Субизов. Младшая ветвь, Роган-Субизов, просуществовала до Французской революции. Её родоначальником был младший сын Эркюля, Франсуа де Роган (1630—1712), граф де Рошфор, принц де Субиз, наместник Шампани, Берри и Бри, который выстроил в Париже особняк Субизов — место рождения стиля рококо.
Женат он был на дочери того Анри де Шабо, который унаследовал титул герцога Рогана.
Близость его супруги с «королём-солнцем» породила слухи о том, что их сын, кардинал Арман-Гастон де Роган-Субиз, — внебрачный сын короля. В 1704 г. Арман-Гастон был возведён в сан князя-епископа Страсбургского (с прибавлением старинного придворного чина милостераздавателя), который члены дома Роганов будут занимать на протяжении всего XVIII века. В его задачи входило искоренение в Страсбурге «лютеранской ереси и немецких нравов». Он возвёл в столице своего княжества знаменитый дворец Роганов, который вместе со всеми титулами после его смерти перешёл к внучатому племяннику.

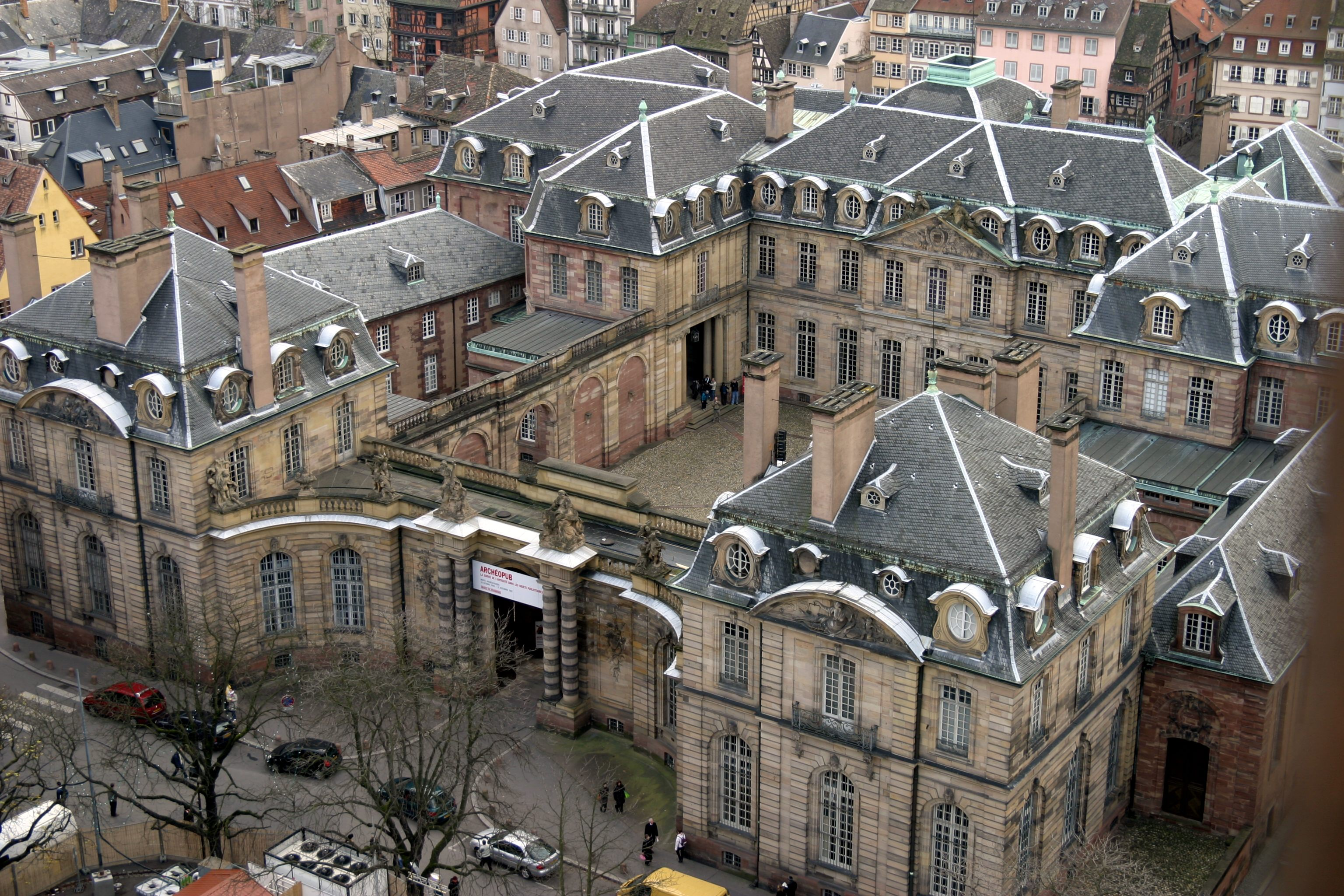
Дворец Роганов в Страсбурге.

Достигнув вершины могущества в правление Людовика XV, Роганы стали претендовать на происхождение по мужской линии от коронованных особ. Франсуа де Роган нарёк своего старшего сына Мериадеком в память о легендарном предке дома Роганов. В 1714 г. поместье Эркюля-Мериадека де Роган-Субиза, Фронтенэ под Ниором, было объявлено королём герцогством Роган-Роган. Его сын Жюль, рождённый в браке с наследницей герцогства Вантадур, умер молодым. Все титулы Роган-Субизов, включая титул герцога Вантадура, унаследовал сын Жюля от брака с наследницей княжества Эпенуа из знатнейшего рода Меленов — Шарль де Роган-Субиз (1715—1787).

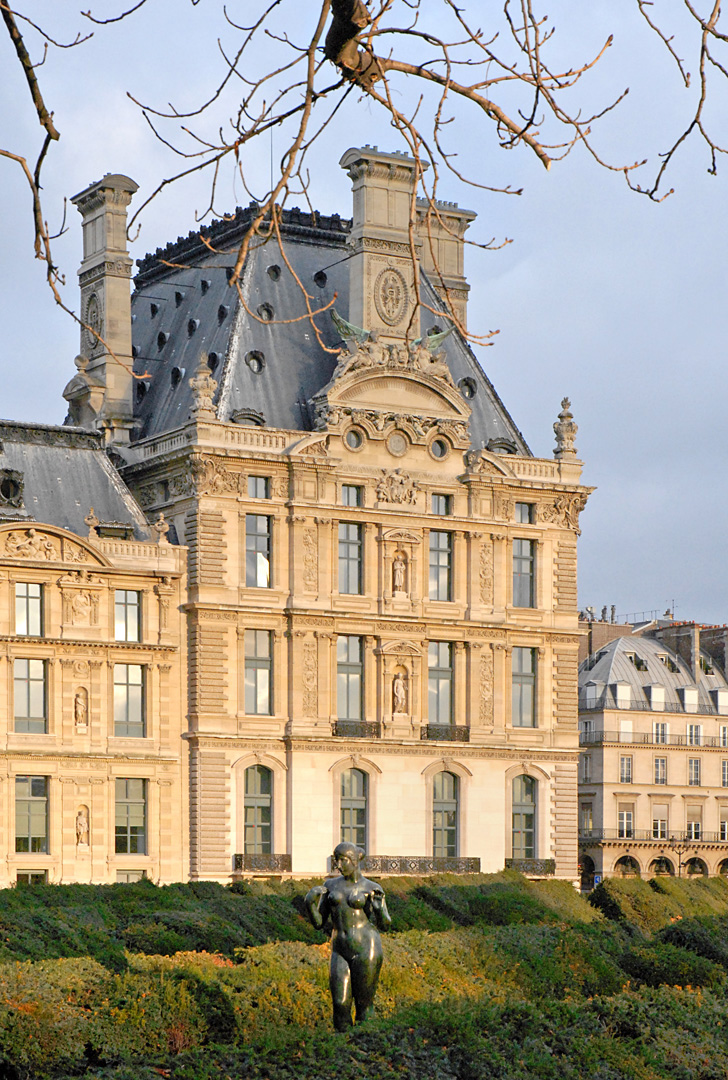
Павильон дворца Тюильри, названный в честь мадам де Марсан

Этому последнему из Субизов с детства предрекали блестящую карьеру. Он рос в Версале вместе с Людовиком XV, ему покровительствовала мадам Помпадур, его сестра (мадам де Марсан) заведовала воспитанием будущих Людовика XVI и Людовика XVIII. Принц де Субиз имел репутацию вольнодумца (он переписывался с Вольтером), гурмана (его именем названы суп и соус) и ловеласа (среди его любовных побед упоминается первая танцовщица Королевской академии музыки Мари-Мадлен Гимар). Он был женат трижды — и все три раза не на французских подданных, а на представительницах владетельных домов Европы. Во время Семилетней войны он командовал французской армией, но без особых успехов — был повержен Фридрихом Великим при Росбахе.

### Роган-Монбазон
Маршал Субиз имел две дочери, из которых старшая (по матери наследница герцогства Бульонского) вышла за принца Конде, а младшая — за дальнего родственника, 8-го герцога Монбазона. Роган-Монбазоны происходят от Людовика VIII де Гемене, старшего сына Эркюля де Монбазона. Этот аристократ находился несколько в тени своей деятельной супруги (и двоюродной сестры), герцогини Анны де Сен-Мор, известной приверженностью к янсенизму и участием во Фронде. Недоброжелатели рассказывали, что никто из многочисленных возлюбленных этой дамы не кончил добром — одни сложили голову на плахе (как граф Монморанси-Бутвиль, отец маршала Люксембурга), другие — свели счёты с жизнью (как кузен короля, граф Суассонский).

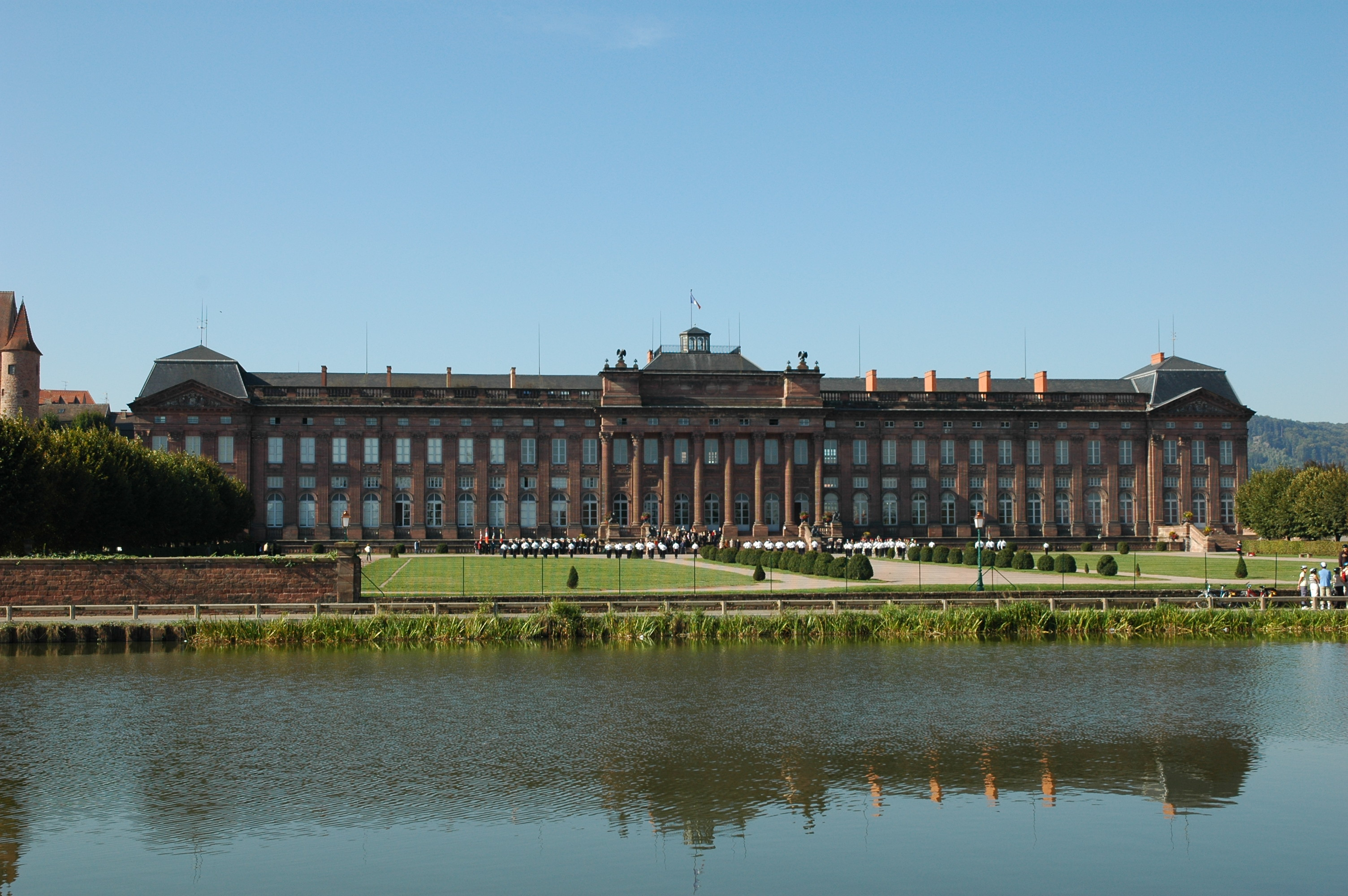
Дворец Рогана в Саверне — резиденция кардинала Рогана, замешанного в деле об ожерелье королевы.

Поздние годы жизни Анны были омрачены несчастьями её младшего сына, Луи де Рогана (1635—1674), который своим неумеренным образом жизни навлек на себя немилость Людовика XIV и из мести примкнул к заговору, составлявшемуся с целью сдать голландцам, за деньги, Кильбёф. Заговор был раскрыт, и Роган кончил жизнь на эшафоте. Старший сын, 4-й герцог Монбазон, и его преемник 5-й герцог ничем выдающимся себя не проявили. Из сыновей 5-го герцога двое были архиепископами, один — в Страсбурге, другой — в Реймсе (именно он возложил корону на голову Людовика XV). 7-й герцог Монбазон во время революции бежал к племяннику жены в Буйон, а сама жена, Мари Луиза де Ла Тур д’Овернь, окончила жизнь на гильотине.
Более примечательны сестра 7-го герцога (за испанским князем Массерано из рода Фиески) и его братья, выбравшие духовную карьеру. Луи де Роган (1734—1803) — милостераздаватель Франции и князь-епископ Страсбурга — скомпрометировал себя неблаговидной ролью в деле об ожерелье королевы. Фердинан Максимилиан де Роган (1738—1813) — архиепископ Бордо и Камбре, духовник императрицы Жозефины, строитель епископского дворца в Бордо (ныне мэрия). У него были внебрачные дети от Шарлотты, незаконнорождённой дочери младшего стюартовского претендента на британский престол; жили они в Шотландии.

### Роган-Рошфор
Единственный сын 7-го герцога, 8-й герцог Монбазон, вследствие расточительной жизни и страсти к игре задолжав кредиторам 33 миллиона франков, объявил себя банкротом. Он вынужден был оставить роскошный особняк Роган-Гемене на площади Вогезов и нанялся на службу к Габсбургам. Оставив революционную Францию, Роганы были радушно приняты в Богемии. Император наделил их княжеским достоинством Священной Римской империи. Фамильным гнездом австрийских Роганов стал Сихровский дворец в Либерецком крае. С дозволения Венского конгресса они вели с наследниками Ла Тур д’Оверней тяжбу за обладание герцогством Бульонским.

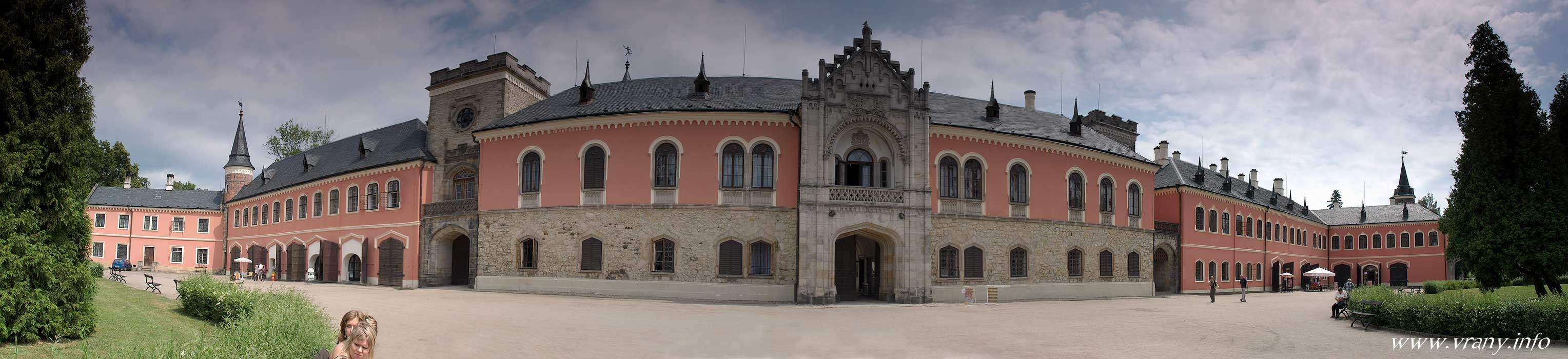
Стилизованный под Средневековье Сихровский дворец хранит в своих стенах часть художественного собрания Роганов, которое им удалось вывезти из революционной Франции.

Сын 8-го герцога был женат на дочери последнего герцога Курляндии, Вильгельмине Саган, а его брат 10-й герцог имел дочь от связи с сестрой Вильгельмины, Полиной. Внук одного из мужей Вильгельмины, князь Трубецкой, впоследствии сочетался браком с принцессой Стефанией Роган.
Внуков у 8-го герцога не было; со смертью 10-го герцога в 1846 году старшая ветвь дома Роганов пресеклась в мужском колене, а их владения и титулы перешли к представителям младшей ветви, Роганов-Рошфоров, глава которой именовал себя принцем де Монтобоном.
Из рода Роган-Рошфор произошло несколько австрийских генералов, супруга герцога Энгиенского (тайно обвенчавшаяся с ним за месяц до его расстрела) и принцесса Берта Роган (1868—1945), объект ненависти карлистов из-за влияния, которое она оказывала на супруга, герцога Мадридского. Ныне главой рода является князь-герцог Карл Алан (род. 1934), у которого есть дочь. Прочие представители рода, проживающие в США, происходят от морганатических браков с неравнородными.

## Роган-Зуш и Роган-Полдю

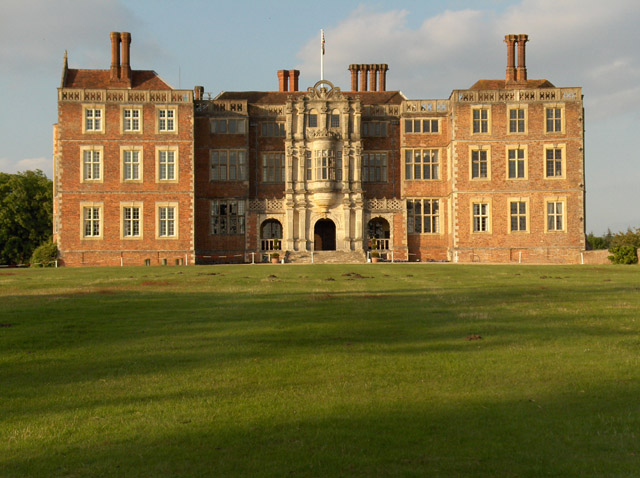
Брэмсхилл-хаус в Гемпшире — резиденция английских Роганов.

Ещё в Средние века от основного древа Роганов отделились две побочные ветви, не игравшие значительной роли во французской истории. Бароны де Зуш состояли на службе сначала у Плантагенетов, потом у других английских королей. Последним представителем этого рода был 11-й барон Зуш (1556—1625), исполнявший должность лорда-хранителя пяти портов при Якове I.
Ветвь Роганов-Полдю (Rohan-Polduc) пресеклась на Эммануиле де Рогане (1725-97) — предпоследнем магистре Мальтийского ордена, имя которого носят крепость и город на Мальте. Именно он начал сближение мальтийских рыцарей с Россией, которое привело к тому, что магистром стал император Павел I.